# Plaques d'immatriculation de l'Ontario
Les plaques d'immatriculation de l'Ontario sont rendues obligatoires en 1903, l'Ontario étant alors la première province canadienne à exiger de ses résidents qu'ils enregistrent leurs véhicules automobiles et arborent des numéros les identifiant. Alors que jusque-là les conducteurs devaient produire leurs propres plaques d'immatriculation, en 1909, la province émet les premières plaques en fer émaillé, blanc sur fond bleu. Elles sont remplacées par des plaques en métal peint l'année suivante. Les plaques sont actuellement émises par le ministère des Transports de l'Ontario.

## Ut incepit sic permanet
L'histoire de l'Ontario témoigne d'un attachement particulier avec la couronne. Depuis 1937, presque toutes les plaques ontariennes arborent la couronne, symbole de la monarchie canadienne. Le symbole a d'abord été apposé aux plaques en commémoration du couronnement du roi George VI. Seules les plaques de 1951, et les plaques agricoles des années 1980-1990 font exception. Leslie Saunders, politicien torontois et leader du mouvement orangiste mena avec succès une campagne en 1948 pour renverser la décision du gouvernement de retirer la couronne des plaques de la province.

## Personnalisation
Le Ministère des transports de l'Ontario offre aux particuliers la possibilité d'acheter des plaques personnalisées moyennant un supplément. Ces plaques peuvent soit afficher de deux à huit lettres ou chiffres seuls, ou de deux à six chiffres en plus d'une image puisée à même un catalogue d'environ 60 choix (2015). Il est à noter la légende sur les plaques ontariennes est en anglais (« Yours to discover »), sauf sur la plaque personnalisée arborant le drapeau franco-ontarien qui elle a une légende française («Tant à découvrir»). Le ministère se réserve le droit de refuser les choix pour une variété de motifs, dont l'incitation à la haine, les propos politiques, sexuels ou prônant la consommation de drogues et d'alcool. Des plaques personnalisées sont aussi disponibles pour les motos.

## Fabrication
Depuis 1991, toutes les plaques ontariennes ont été fabriquées pour le ministère des Transports par les Industries Trilcor, une compagnie appartenant au ministère de la Sécurité communautaire et des Services correctionnels, au Centre correctionnel du Centre-Est de Lindsay.

## Les plaques de voitures de tourisme de 1950 à nos jours
En 1956, les états américains, les provinces canadiennes et l'association des fabricants automobiles s'endendirent sur une norme commune pour les plaques d'immatriculation (à l'exception des motocyclettes). Dorénavant, les plaques mesureraient six pouces de haut par douze de large, avec un emplacement standardisé pour les trous de fixation. Les plaques de 1955 (datées de 1956) sont les premières plaques ontariennes à respecter cette norme.
Toutes les plaques émises depuis 1972 sont encore valables, à condition d'avoir été enregistrées sans interruption.
Les plaques pour remorques pour particuliers ont une apparence semblable aux plaques pour voitures, mais portent la mention "TRAILER" verticalement sur la gauche de la plaque, et ne suivent pas la numérotation des plaques de véhicules de tourisme.
| Image | Émise                                                      | Design | Légende                                                 | Format                                 | Émission           | Notes |
| ----- | ---------------------------------------------------------- | --- | ------------------------------------------------------- | -------------------------------------- | ------------------ | --- |
|       | 1949                                                       | Blanc sur fond noir. | 1950                                                    | 12A34                                  |                    | |
|       | 1967                                                       | Blanc sur fond bleu, avec couronne étampée comme séparateur | 1968                                                    | 12-34; 123-456; A12-345; 123-45A       |                    | 1968-82 - La plaque n'était en vigueur qu'au 31 mars suivant. |
|       | 1968                                                       | Bleu sur blanc, avec couronne étampée comme séparateur | 1969                                                    | 12-34; 123-456; A12-345; 123-45A       |                    | |
|       | 1969                                                       | Blanc sur bleu, avec couronne étampée comme séparateur | 1970                                                    | 123-456; A12-345; 123-45A              |                    | Certaines plaques pour breaks émises sous format 1X2-345 |
|       | 1970                                                       | Blanc sur bleu, avec couronne étampée comme séparateur | 1971                                                    | 123-456; A12-345; 123-45A              |                    | Certaines plaques pour breaks émises sous format 1X2-345 |
|       | 1971                                                       | Bleu sur blanc, avec couronne étampée comme séparateur | 1972                                                    | 123-456; A12-345; 123-45A              |                    | Dernière année ou les plaques n'étaient valable qu'un an. Certaines plaques pour breaks émises sous format 1X2-345                                                                                |
|       | 1972                                                       | Bleu sur blanc, avec couronne étampée comme séparateur | 73 Keep it Beautiful                                    | ABC-123                                | AAA-001 to NKJ-999 | Première année ou les plaques étaient valables pour plusieurs années. À l'origine, elles ne devaient être valables que pour cinq ans, mais encore valides sous le régime d'enregistrement actuel. |
|       | 1978                                                       | bleu sur blanc, avec couronne étampée comme séparateur | Keep it Beautiful                                       | ABC-123                                | NKK-001 à TMA-999  | Année d'émission supprimée. Le rectangle pour fixer la vignette ne touche pas les bords de la plaque.                                                                                             |
|       | 1982                                                       | Bleu sur blanc, avec couronne étampée comme séparateur | Yours to Discover                                       | ABC-123                                | TMB-001 à ZZZ-999  | Nouvelle légende. Retrait de la boîte pour vignette. Début du renouvellement à l'anniversaire de naissance du détenteur en 1983                                                                   |
|       | 1986                                                       | Bleu sur fond blanc, couronne étampée | Yours to Discover                                       | 123-ABC (émises en ordre alphabétique) | 001-AAA à 999-VYH  | Format changé |
|       | 1994                                                       | Chiffres et lettres bleus étampés sur blanc, séparés par une couronne bleue sérigraphiée. Sur les plaques personnalisées, une couronne est imprimée dans le coin inférieur droit. | Yours to Discover                                       | 123-ABC                                | 001-VYJ à 999-ZZZ  | Nom de la province, légende et couronne maintenant sérigraphiés sur fond réfléchissant. Changement de lettrage et chiffres/lettres plus étroits pour permettre de loger sept caractères.          |
|       | 1997 à aujourd'hui (anglais) 2008 à aujourd'hui (français) | chiffres et lettres bleus sérigraphiés sur un fond réfléchissant avec hologramme du trille., séparés par une couronne sérigraphiée.                                               | Yours to Discover (anglais) Tant à Découvrir (français) | ABCD-123                               | AAAA-001 -         | Format changé |

### Plaques vertes 2010 à nos jours
| Image | Émise | Description                                                                                               | Légende                                                | Format                                 | Émission                                                           | Notes |
| ----- | ----- | --- | ------------------------------------------------------ | -------------------------------------- | ------------------------------------------------------------------ | --- |
|       | 2010  | Vert sur blanc, image de trille vert en guise de séparateur. Couronne verte dans le coin inférieur droit. | Green Vehicle (anglais) Véhicule écologique (français) | GVAB 123 (anglais) VEAB 123 (français) | GVAA 001 à aujourd'hui (anglais) VEAA 001 à aujourd'hui (français) | Émises uniquement aux véhicules hybrides rechargeables, véhicules électriques et munis de batteries, elles permettent aux conducteurs d'emprunter jusqu'au 30 juin 2016 les voies réservées aux véhicules à occupation multiple sur les autoroutes de série 400 avec une seule personne à bord. |

### Numéros réservés aux officiels
| Plaque(s)         | Fonction                                      | Niveau     |
| ----------------- | --------------------------------------------- | ---------- |
| CAN-001           | Premier ministre du Canada                    | Fédéral    |
| CAN-002 à CAN-999 | Ministres fédéraux                            | Fédéral    |
| SEN-001 à SEN-999 | Membres du Sénat du Canada                    | Fédéral    |
| MHC-001 à MHC-999 | Députés de la Chambre des communes            | Fédéral    |
| FCJ-001 à FCJ-999 | Juges de la cour fédérale                     | Fédéral    |
| FDA-001 à FDZ-999 | Véhicules appartenant au gouvernement fédéral | Fédéral    |
| ONT-001           | Premier ministre de l'Ontario                 | Provincial |
| ONT-002 à ONT-999 | Ministres provinciaux                         | Provincial |
| MPP-001 à MPP-999 | Membres du parlement provincial               | Provincial |
| SCO-001 à SCO-999 | Membres de la cour supérieure de l'Ontario    | Provincial |
| PJO-001 à PJO-999 | Juges provinciaux                             | Provincial |

## Plaques commerciales 1980 à nos jours
Alors que sur les voitures de tourisme on place la vignette sur la plaque arrière, les vignettes se placent sur les plaques avant sur les véhicules commerciaux. Ces vignettes indiquent une variété de conditions, telles les exemptions de redevance pour les véhicules des services publics ou l'identification de camion à utiliser comme véhicule de tourisme.
Les plaques pour véhicules agricoles (circulation restreinte et régime fiscal différent) sont des plaques commerciales, mais portent la mention "FARM" écrite verticalement sur le côté gauche. Les plaques pour camions inscrits au Plan d'immatriculation international portent la mention "PRP" verticalement à gauche.
| Image | Émise                          | Description | Légende                                                 | Format   | Émission          | Notes |
| ----- | ------------------------------ | --- | ------------------------------------------------------- | -------- | ----------------- | --- |
|       | 1980                           | noir sur blanc, séparées par une couronne, étampées                                                               | aucune                                                  | AB1 234  | AA0 001 à YZ9 999 | Aussi utilisé pour les véhicules particuliers non destinés au transport de passagers (par ex: camions légers, vans, pick ups, etc) |
|       | 1995                           | étampées en noir sur blanc réfléchissant, séparés par une couronne sérigraphiés                                   | Yours to Discover                                       | AB1 234  | ZA0 001 à ZZ9 999 | Slogan, nom de la province et couronne sérigraphiés sur fond réfléchissant, cadre noir retiré.                                     |
|       | 1996 (anglais) 2008 (français) | chiffres et lettres noirs étampés, séparés par une couronne noire sérigraphiée, sur fond blanc réfléchissant      | Yours to Discover (anglais) Tant à Découvrir (français) | 234 1AB  | 001 0AA à 999 9ZZ | Format changé |
|       | 2011 à aujourd'hui             | chiffres et lettres noirs sérigraphiés, séparés par une couronne noire sérigraphiée, sur fond blanc réfléchissant | Yours to Discover (anglais) Tant à Découvrir (French)   | AB 12345 | AA 10000 -        | Format changé |

## Autres plaques
| Image | Émise            | Description | Légende                                                | Format                          | Notes |
| ----- | ---------------- | --- | ------------------------------------------------------ | ------------------------------- | --- |
|       | 1994-aujourd'hui | blanc sur fond réfléchissant rouge, avec couronne sérigraphiée                                                                                                | Yours to Discover                                      | 123-CDA 123-CCC 123-XTR 123-XOR | Plaques: - diplomatique (CDx) - consulaire (CCx) - personnel travaillant pour une mission mais sans statut diplomatique (XTR, XTx) - membres de délégations non-diplomatiques (XOR) Les plaques ne portent pas de signes ou codes identifiant les légations. |
|       |                  | Noir sur fond jaune, séparé par une couronne noire | Yours to discover                                      | 123-Dxx                         | Plaque amovible pour garages et autres réparateurs. Anciennement aussi pour les revendeurs de voitures (avant 2004). |
|       | 2004-aujourd'hui | Chiffres rouges séparés par une couronne noire. Mention «Dealer» verticalement sur la gauche, Ontario en haut et la légende en bas, tous en noir sérigraphié. | Yours to discover                                      | 123-Dxx                         | Plaque amovible pour réservée aux voitures faisant partie de l'inventaire d'un revendeur. Interdites aux particuliers. |
|       | 2004-aujourd'hui | imprimé sur papier de sécurité, avec code-barre | 10 Day Temporary Permit/Permis Provisoire de Dix Jours | A-123456                        | Document à usage temporaire pour transferts et livraisons; à afficher au pare-brise. Complément à la vignette "T" |